# Казе Боргеђани (Парма)
Казе Боргеђани је насеље у Италији у округу Парма, региону Емилија-Ромања.
Према процени из 2011. у насељу је живело 19 становника. Насеље се налази на надморској висини од 276 м.